# رنگینک چوکو
رنگینک چوکو (نام علمی: Cryptopipo litae) گونه‌ای از پرندگان تیرهٔ رنگینکان (Pipridae) است. در جنگل‌های نمناک در مناطق پست و کوهپایه‌ای رخ می‌دهد. در چوکو نمناک در شرق پاناما، غرب کلمبیا و شمال غربی اکوادور یافت می‌شود. انجمن جهانی پرندگان و اتحادیه بین‌المللی حفاظت از طبیعت آن را کمترین نگرانی می‌دانند.